# Vanessa annabella
Vanessa annabella is een vlinder uit de familie Nymphalidae, de vossen, parelmoervlinders en weerschijnvlinders. De Engelse naam is "West Coast Lady", omdat de soort aan de westkust van Noord-Amerika tot aan Guatemala voorkomt. De spanwijdte bedraagt 36 tot 57 millimeter. De soort heeft afhankelijk van de plaats een tot vele generaties per jaar. De imago overwintert. De waardplanten van Vanessa annabella zijn planten uit de kaasjeskruidfamilie.
Lang is de soort beschouwd als ondersoort van de Zuid-Amerikaanse Vanessa carye, maar op basis van onderzoek naar de mannelijke genitalia is Vanessa annabella in 1971 als soort erkend.